# Gymnasium Arnoldinum (Steinfurt)
Das Gymnasium Arnoldinum ist eines von zwei Gymnasien in Steinfurt (Stadtteil Burgsteinfurt) im Regierungsbezirk Münster und geht auf die Hohe Schule zu Burgsteinfurt zurück.

## Geschichte
Die Hohe Schule wurde 1588 von Graf Arnold II.(IV.) zu Bentheim-Tecklenburg zunächst in Schüttorf gegründet, Ostern 1591 aber wegen der Einfälle feindlicher Truppen in die Residenzstadt Burgsteinfurt verlegt. 1588 war dort die reformierte Kirchenverfassung eingeführt worden. Als Vorbild für die Organisation des Arnoldinums diente die Straßburger Akademie (ab 1621 Universität), wo Arnold Theologie und die Rechte studiert hatte und die auch die meisten anderen Akademie-Gründungen in calvinistisch-reformierten Ländern beeinflusste (Hohe Schule Herborn, Casimirianum Neustadt, Bremen, Francisceum Zerbst, Marburg, Frankfurt (Oder), Hanau, Alte Universität Duisburg, Gymnasium Hammonense und Lingen).
Diese als Gymnasium Academicum, Gymnasium Illustre oder Hohe Schule bezeichneten Lehranstalten hatten im Unterschied zu den Universitäten nicht das kaiserliche Privileg, akademische Grade (den Magister- und Doktortitel) verleihen zu können. Unter den reformierten Hochschulen Nordwestdeutschlands war die Hohe Schule zu Steinfurt bis zur Gründung der Universität Duisburg (1656) die bedeutendste.
Das Schulprogramm verband gymnasiale und akademische Studien und gliederte sich in zwei Teile:
In der neunjährigen schola classica erhielten die Schüler eine schulische Ausbildung, daran schloss sich die fünfjährige schola publica an, die von freieren wissenschaftlichen Vorlesungen geprägt war. Die Akademie wurde erst nach dem Umzug aus Schüttorf eingerichtet. In den vier Fakultäten Philosophie, Theologie, Recht und Medizin gab es jeweils eine Professur. Ab 1610, als Johann Pagenstecher (1575–1650) nach Bentheim ging und ihm Johannes Goddaeus und Winand Rutgersius folgten, waren die Rechtswissenschaften mit zwei, zeitweise auch mit drei Professuren vertreten. In der schola classica unterrichteten sechs Präzeptoren.
In der Auseinandersetzung mit der jesuitischen Gegenreformation hatte die Steinfurter Akademie zunächst eine vorherrschend philosophisch-theologische Ausrichtung, nach dem Dreißigjährigen Krieg bekam die Jurisprudenz ein Übergewicht. In der Philosophie richtete sich die Akademie ausdrücklich auf Petrus Ramus aus, ab 1644 dann auf den Cartesianismus. Die theologische Grundlage war das reformierte Bekenntnis des Calvinismus. Aus diesem Grund waren die Verbindungen in die Niederlande stark ausgeprägt.
Ab etwa 1720 nahm die Bedeutung des akademischen Unterrichts stark ab: War 1677 noch von 300 fremden Studenten die Rede, so waren es Mitte des 18. Jahrhunderts nur noch zwei und auch in der Folgezeit nie mehr als sieben, bis die Studenten um 1800 völlig ausblieben. 1811 wurde die Hohe Schule von der napoleonischen Verwaltung aufgelöst. 1853 konnte das Gymnasium als staatliche Schule an der Wasserstraße wiedergegründet werden. Der Neubau in der Wasserstraße wurde am 15. Oktober 1860 mit einem großen Volksfest eingeweiht. Im Schuljahr 1967/68 zog das Gymnasium in einen modernen Bau im Pagenstecherweg am Nordende von Burgsteinfurt.

## Bibliothek
Bereits seit 1596 besaß die Schule eine eigene akademische Buchdruckerei. Das Arnoldinum verfügt gegenwärtig über eine historische Gymnasialbibliothek mit ca. 2000 Bänden, darunter drei Handschriften, vier Inkunabeln und 276 Kartenwerke. Die Bestände reichen bis in die Gründungszeit der Schule im 16. Jahrhundert zurück und wurden in den 1980er Jahren katalogisiert und an die Fernleihe wissenschaftlicher Bibliotheken angeschlossen.

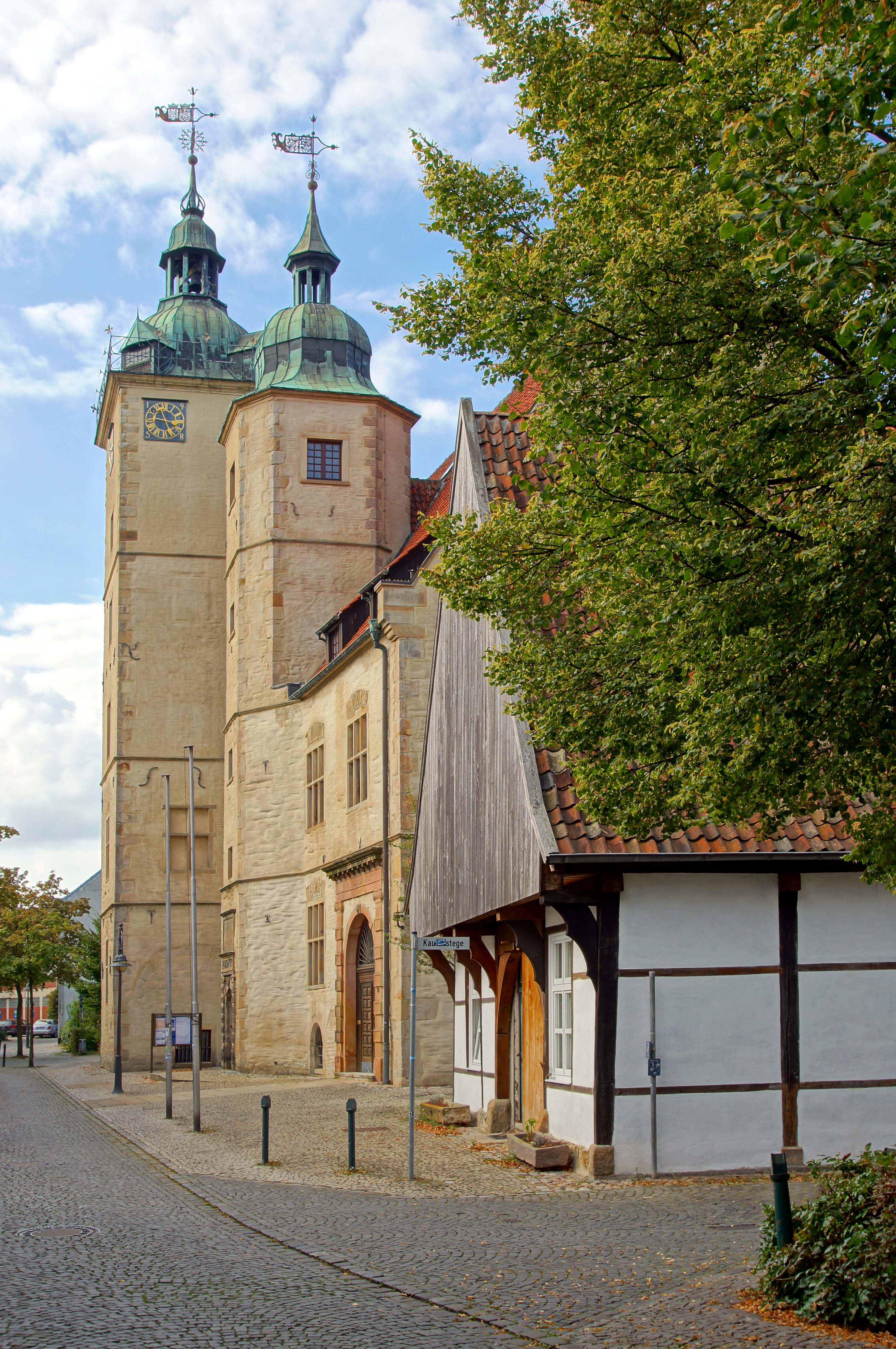
Das Gebäude der Hohen Schule mit dem Geisthaus

## Schulgebäude in der Straße „An der Hohen Schule“
1591 bis 1593 wurde das Renaissancegebäude mit zwei Türmen, das die Hohe Schule beherbergte, erbaut. 1807 bezogen französische Truppen das Schulgebäude. 1811 wurde die Schule aufgelöst. Das historische Schulgebäude verfiel langsam und musste 1851 wegen Baufälligkeit geschlossen werden. 1867 wurde es instand gesetzt und diente ab 1869 als Amtsgericht. Später war es lange Zeit Bibliothek. Heute beherbergt es die Musikschule und die Volkshochschule.

## Bekannte Lehrer und Professoren
- Wilhelm Ackermann
- Johannes Althusius
- Johann Peter Bucher
- Wolf-Michael Catenhusen
- Emil Dönges
- Johannes Gigas
- Johannes Goddaeus
- Johann Heinrich Heidegger
- Christoph Ludwig Hoffmann (1721–1807), Professor für Medizin und Philosophie von 1756 bis 1764
- Arnold Moritz Holtermann
- Alexander Arnold Pagenstecher (1659–1716), Professor der Rechte von 1681 bis 1686
- Johann Pagenstecher (1575–1650), Professor der Rechte von 1602 bis 1610
- Reinhold Pauli (1638–1682), reformierter Theologe, Professor der Theologie von 1666 bis 1670
- Georg von Porbeck
- Hermann Ravensberger
- Heinrich Reiß (1919–2005), Präses der Evangelischen Kirche von Westfalen
- Paul Schladoth
- Johannes Tesmar (1643–1693), Professor der Rechte von 1668 bis 1674
- Clemens Timpler
- Conrad Vorstius
- Johann Philipp Lorenz Withof

## Ehemalige Schüler
- Bernard Bartmann, Unternehmer
- Viktor Adolf zu Bentheim und Steinfurt, Fürst
- Johannes Friedrich Böckelmann, Jurist
- Claudia Bögel, Politikerin, MdB
- Christoph Deichmann, Diplomat
- Axel Feige, Gynäkologe, Graf Arnold Alumnat (1960–1962)
- Joachim Frank, Journalist und Autor
- Theresa Gröninger, Politikerin
- Arnold Moritz Holtermann, Rechtswissenschaftler
- Richard Hülsenbeck, Dadaist
- Vildan Kardeşler, Fußballspielerin (SV Meppen; Bundesliga und 2. Bundesliga)
- Manfred Kock, Theologe
- Alexander Koenig, Zoologe
- Volker Leiß, Musiker, Komponist
- Gustav Lohmann, Pfarrer
- John Henry Mackay, Schriftsteller
- Edo Neuhaus, Gymnasialrektor
- Jens Oettrich, Musiker
- Blinky Palermo (ursprünglich Peter Heisterkamp), (1943–1977) Künstler, Graf Arnold Alumnat (1959–1961)
- Johan Picardt, Mediziner und Schriftsteller
- Joahnn Heionrich Rahn, Schweizer Historiker und Politiker
- Reinhard Schultz, Politiker, Graf Arnold Alumnat (1964–1966)
- Wilhelm Schulze, Sprachwissenschaftler
- Michael Stadler, (1941–2020) Professor für Psychologie der Universität Bremen, Fachpsychologe für Rechtspsychologie, Graf Arnold Alumnat (1960–1962)
- Josef Suwelack, Flieger
- Werner Teschenmacher, Theologe
- Gregor K. Wenning, Neurologe (1964–2024)

## Schriften
- Programm des Evangel. Fürstlich-Bentheim'schen Gymnasii Arnoldini zu Burgsteinfurt: Ostern ... Elberfeld: 1853–1856/57(1857); 1858,Juli - 1858/59(1859); 1860/61(1861); 1862/63(1863) - 1863/64(1864) Digitalisat
- Schulnachrichten über das Evangel. Fürstlich Bentheim'sche Gymnasium Arnoldinum zu Burgsteinfurt: für das Schuljahr von Ostern ... bis dahin ... 1857/58(1858); 1859/60(1860) Digitalisat
- Jahresbericht des Evangel. Fürstlich-Bentheim'schen Gymnasii Arnoldini zu Burgsteinfurt, 1861/62(1862) Digitalisat
- Jahresbericht über das Evangelische Fürstlich-Bentheim'sche Gymnasium Arnoldinum und das mit Demselben Verbundene Realgymnasium zu Burgsteinfurt: Ostern ... 1885–1886 Digitalisat
- Programm des Ev. Fürstlich-Bentheim'schen Gymnasii Arnoldini und der mit Demselben Verbundenen Realschule I. Ordnung zu Burgsteinfurt : Ostern ... 1865–1869, 1871, 1873, 1875 Digitalisat
- Jahresbericht: über das Schuljahr Ostern ... bis Ostern ... 1886–1890 Digitalisat
- Jahres-Bericht über das Evangelische Fürstlich-Bentheimsche Gymnasium Arnoldinum und die mit Demselben Verbundene Realschule I. Ordnung zu Burgsteinfurt: Ostern ... 1870;1872, 1877 Digitalisat
- Jahresbericht: über das Schuljahr Ostern ... bis Ostern ...1890/91(1891) - 1892/93(1893) Digitalisat
- Bericht: über das Schuljahr ... 1894–1924 Digitalisat